# Głowa owadów
Głowa (łac. caput, cephalon, syncephalon, synciput) – przedni odcinek ciała owada, złożony zazwyczaj z 6 zespolonych ze sobą pierścieni, tworzących jednolitą puszkę głowową (epicranium). Na głowie owada położone są oczy złożone, przyoczka, czułki, a po stronie dolnej otwór gębowy w otoczeniu trzech par różnie ukształtowanych przysadek gębowych. Znajdują się na niej liczne receptory. Zewnętrzne skleryty głowy są rozdzielone szwami.

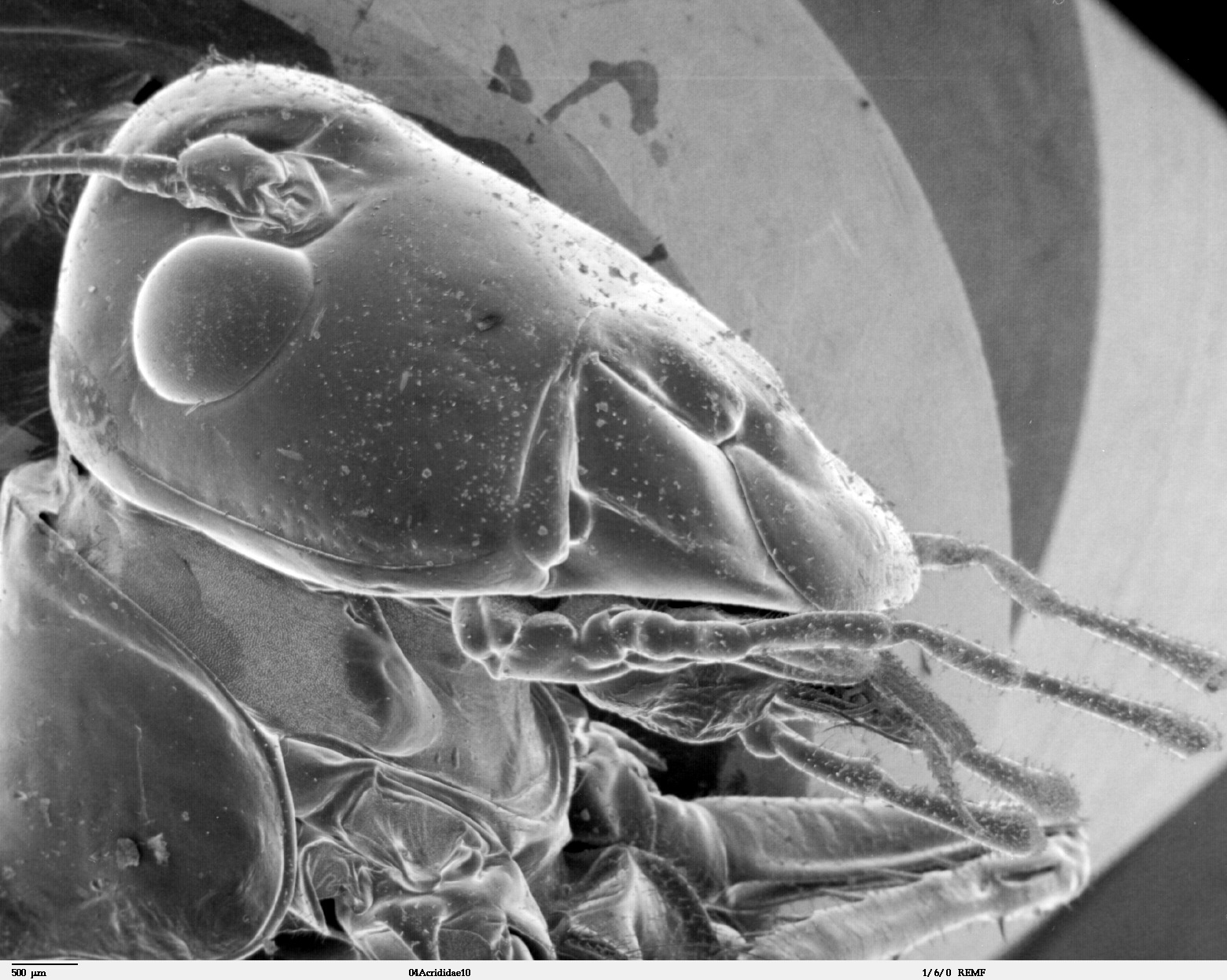
Głowa szarańczaka

## Budowa
Głowa nie wykazuje segmentacji u postaci dojrzałych. W rozwoju zarodkowym głowa powstaje z 6 segmentów:
1. akronu wyposażonego w oczy złożone i oczy proste (z reguły od jednego do czterech),
2. segmentu czołowego (antenalnego) z parą czułków,
3. segmentu wstawkowego bez przysadek,
4. segmentu żuwaczkowego z parą żuwaczek,
5. segmentu 1 pary szczęk, z członowatymi szczękami 1 pary,
6. segmentu 2 pary szczęk, z członowatymi szczękami 2 pary.

## Typy ułożenia głowy

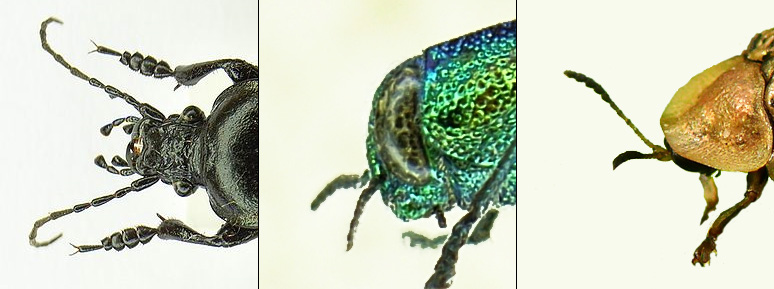
Typy ułożenia głowy (od lewej): prognatyczny, ortognatyczny i hipognatyczny

Wyróżniane są następujące typy ułożenia głowy ze względu na jej ustawienie w stosunku do podłużnej osi ciała:
- prognatyczny (gr. pro – przed; gnathos – szczęka[2]) – otwór gębowy skierowany ku przodowi[1][2], narządy gębowe stanowią przedłużenie osi ciała[3], występuje np. u biegaczowatych i termitów, rzadko u prostoskrzydłych (turkucie i nakwietnik trębacz);
- ortognatyczny[a] (gr. orthos – prosto; gnathos – szczęka[2]) – otwór gębowy skierowany prostopadle ku dołowi, niewystający do przodu[2], płaszczyzna czoła tworzy z główną osią ciała kąt prosty[1][4], występuje u większości prostoskrzydłych;
- hipognatyczny[a] (gr. hypo – pod; gnathos – szczęka[2]) – otwór gębowy skierowany w dół i ku tyłowi, płaszczyzna czoła tworzy z główną osią ciała kąt ostry[1], występuje np. u pluskwiaków różnoskrzydłych i niektórych prostoskrzydłych (m.in. u mieczników).

Typ hipognatyczny określany jest też nazwą opistognatyczny (gr. opisthen – za; gnathos – szczęka), pisaną także apistognatyczny (z ang. apisthognathous) lub epistognatyczny.

## Aparaty gębowe oraz ich budowa
Gębowe narządy owadów to odnóża głowowe przystosowane do pobierania pokarmu. W ich skład wchodzą: 
- warga górna (labrum)
- para żuwaczek (mandibulae)

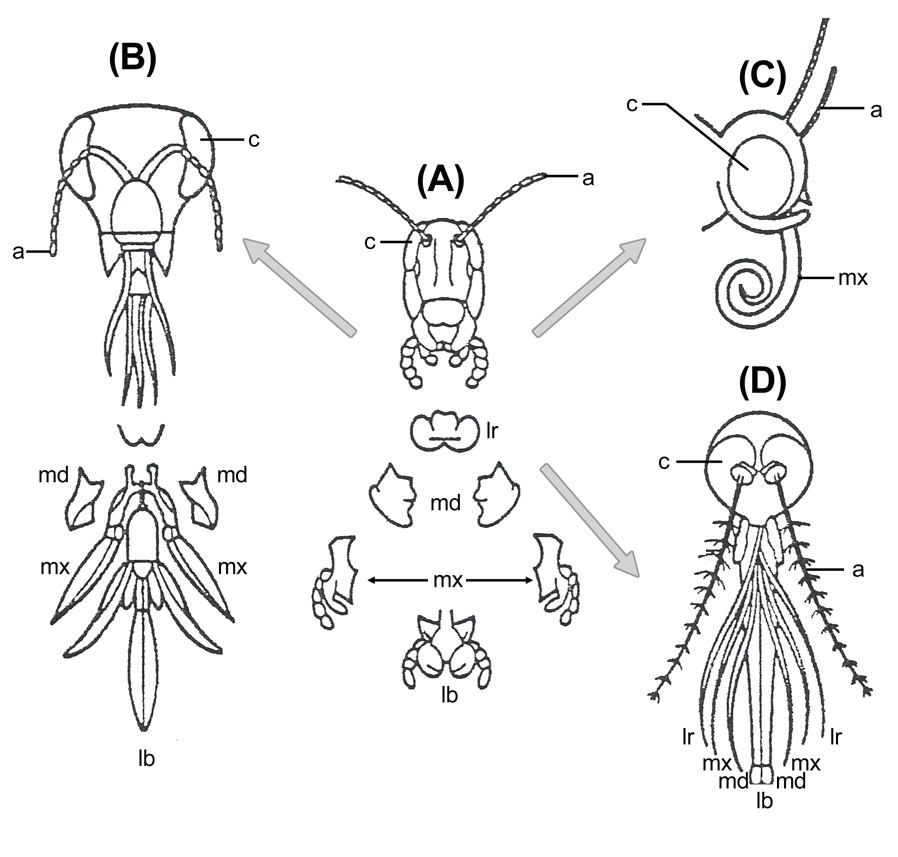
Ewolucyjne modyfikacje aparatów gębowych owadów
A-gryzący, B-gryząco-liżący (gryząco-ssący wg J. Wildego), C-ssący, D-kłująco-ssący, a-czułki, c-oko złożone, mx-maxillae, md-mandibulae, lb-labium, lr-labrum

- para szczęk (maxillae) z głaszczkami
- warga dolna (labium) z głaszczkami.

Aparaty gębowe owadów odzwierciedlają różnorodność pobieranego przez nie pokarmu. W zależności od sposobu pobierania pokarmu rozróżnia się następujące typy budowy:
- gryzący (ortopteroidalny) – najbardziej pierwotny typ; inne powstały przez modyfikację tego typu. Składa się z:
  - wargi górnej
  - żuwaczek (szczęki I pary), które u drapieżnych są ostro zakończone, a u roślinożernych tępo zakończone
  - członowanych żuchw (szczęki II pary), składających się z:
    - kotwiczki
    - pieńka
    - żuwki wewnętrznej
    - żuwki zewnętrznej
    - głaszczku żuchwowego

  - wargi dolnej (zrośnięte szczęki III pary), składającej się z:
    - podbródka
    - brody
    - języczków
    - przyjęzyczków
    - głaszczków wargowych

Spotykany jest u owadów drapieżnych, np. owady bezskrzydłe, chrząszcze, roślinożernych, np. prostoskrzydłe oraz u wielu larw przed wykształceniem bardziej wyspecjalizowanego typu.
Warga dolna larw ważek określana jest jako maska.
- gryząco-ssący[6] (apoidalny) – uniwersalny typ aparatu gębowego występujący m.in. u pszczół miodnych i trzmieli. W odróżnieniu od innych owadów błonkoskrzydłych część ich aparatu gębowego przekształciła się w długi, owłosiony języczek zwany trąbką ssącą (proboscis), którym mogą wysysać nektar z kwiatów i pobierać wodę, ale zachowane silne żuwaczki pozwalają na gryzienie czy ugniatanie pokarmu albo innych substancji.
- ssący (lepidopteroidalny) – służy do pobierania pokarmu płynnego, np. nektar kwiatów (motyle). Rurkę ssącą tworzą silnie wydłużone, złączone żuwki zewnętrzne. Żuwaczki uległy redukcji. Warga górna (mała półkolista płytka) przylega do żuwków.
- liżąco-ssący – dolna warga zakończona aparatem filtracyjnym służy do zlizywania i filtrowania pokarmu (mucha domowa)
- kłująco-ssący (hemipteroidalny) – wysoko wyspecjalizowany aparat umożliwiający wysysanie płynów z tkanek roślinnych (mszyce) lub zwierzęcych (wszy, pchły). Żuchwy stanowią nieczłonowane szczecinki tworzące rurkę ssącą i ślinową.
- tnąco-liżący (tabanoidalny) – występuje u niektórych muchówek, np. bąkowatych
- liżący (muskoidalny), składający się z:
  - miękkiego, błoniastego dziobka
  - ryjka
  - tarcz oralnych, składających się z przekształconych głaszczków wargowych.

Wewnątrz tarcz oralnych znajduje się sieć kanalików służących do filtracji pokarmu. Żuwaczki uległy redukcji.